# Белань (Горж)
Белань, Белані (рум. Bălani) — село у повіті Горж в Румунії. Входить до складу комуни Стенешть.
Село розташоване на відстані 235 км на захід від Бухареста, 5 км на північ від Тиргу-Жіу, 95 км на північний захід від Крайови.

## Населення
За даними перепису населення 2002 року у селі проживали 105 осіб, з них 104 особи (99,0%) румунів. Рідною мовою 104 особи (99,0%) назвали румунську.